# 소노다 다쿠마
소노다 다쿠마(일본어: 薗田 卓馬, 1993년 6월 14일~)는 일본의 축구 선수이다.

## 구단 경력
그는 2016년 일본 풋볼 리그의 아술 클라로 누마즈에 입단했다. 2016년 일본 풋볼 리그 3위를 기록하여 J3리그로 승격했다. 2017년엔 리그 32경게 출전하여 19득점을 기록했다. 2018년 J2리그의 도쿠시마 보르티스로 이적했다. 2018년 8월 J3리그의 가고시마 유나이티드 FC로 이적했다. 2021년까지 70경기에 출전하여, 12득점을 넣었다. 202년 J1리그의 테게바자로 미야자키로 이적했다.